# Acropolis rallye 1987
Acropolis rallye 1987 byla šestou soutěží mistrovství světa v rallye 1987. Soutěž měla 538 km a 33 rychlostních zkoušek. Zvítězil Markku Alen s Lancií Delta HF.

## Průběh soutěže
Hned v úvodu měl několik defektů Juha Kankkunen s vozem Lancia Delta HF a začínal až na jedenácté pozici. V čele se držel Walter Röhrl s vozem Audi 200 Quattro. Druhý byl Miki Biasion na další Lancii Delta. Za ním se držel Markku Alen s Lancií a Hannu Mikkola s dalším Audi. Postupně se na čtvrté místo posunul Jean Ragnotti na voze Renault 11 turbo, za ním byl Kenneth Eriksson s vozem Volkswagen Golf II GTI 16V, Francois Chatriot s dalším Renaultem a Ervin Weber s druhým Golfem. Poprvé se na evropské soutěži představil Nissan 200SX, který řídil Shekhar Mehta. Do konce etapy se do čela dostal Biasion před Alenem a Röhrlem. Čtvrtý byl Eriksson a pátý Jorge Recalde s Audi Quattro. Další pozice držel Weber, Mikkola, Ragnotti a Mikael Ericsson Lancii Deltě Jolly Clubu. Ten ale ohnul šasi a musel odstoupit. Na jeho pozici se tak posunul Chatriot následovaný Kankkunenem. 
V druhé etapě Biasion ztrácel svůj náskok ve vedení před Alenem. Třetí byl Röhrl a čtvrtý Recalde. Pátý byl Weber. Eriksson odstoupil kvůli prasklé poloose. Za ním se držel Mikkola, Ragnotti, Ericsson a Chatriot. Biasion stále hájil vedení před Alenem. Díky obrovské stíhací jízdě se Kankkunen dostal na třetí pozici. Na čtvrtou pozici se probojoval Ericsson, ale pak odstoupil kvůli poškozenému zavěšení. Další pořadí bylo Röhrl, Recalde, Mikkola, Weber a Ragnotti.
Ve třetí etapě tým Lanci přistoupil k týmové režii a nařídil jezdcům dojet v současném pořadí do cíle. Porucha turbodmychadla vzápětí odsunula Biasiona na sedmou pozici. Ve vedení tak byl Alen před Kankkunenem. Röhrla vyřadila porucha motoru. Pátý byl Mikkola a šestý Recalde. Sedmou pozici vybojoval Ragnotti, který byl nejlepší mezi vozy s pohonem dvou kol. Osmý skončil Weber.

## Výsledky
1. Markku Alen, Kivimaki - Lancia Delta HF
2. Juha Kankkunen, Piironen - Lancia Delta HF
3. Hannu Mikkola, Hertz - Audi 200 Quattro
4. Jorge Recalde, Del Buono - Audi Quattro
5. Jean Ragnotti, Thimonier - Renault 11 Turbo
6. Erwin Weber, Meltz - Volkswagen Golf II GTI 16V
7. Miki Biasion, Siviero - Lancia Delta HF
8. Francois Chatriot, Perin - Renault 11 Turbo
9. Rudi Stohl, Kaufmann - Audi Quattro
10. Mike Kirkland, Nixon - Nissan 200SX